# Bohdan Gruchman
Bohdan Gruchman (ur. 21 sierpnia 1928 w Lublińcu, zm. 27 marca 2021 w Poznaniu) – polski ekonomista, prawnik, dyplomata i działacz społeczny, był rektorem Akademii Ekonomicznej w Poznaniu. Mąż Moniki Gruchmanowej (z domu Mróz).
Odznaczony Oficerskim (1996) i Komandorskim (2001) Orderu Odrodzenia Polski. Orderem Kawalerskim Palm Akademickich Francuskiego Ministerstwa Edukacji Narodowej, Medalem Komisji Edukacji Narodowej, tytułem Zasłużony dla Miasta Poznania, Złotym Hipolitem Towarzystwa im. Hipolita Cegielskiego (2007)
Pochowany na cmentarzu Jeżyckim

## Życiorys
- 1952 magister prawa
- 1962 doktor nauk ekonomicznych
- 1967 doktor habilitowany nauk ekonomicznych
- 1977 tytuł naukowy profesora nauk ekonomicznych
- 1966–2021 pracownik naukowy Wyższej Szkoły Ekonomicznej w Poznaniu (przemianowanej na Uniwersytet Ekonomiczny)
- 1972–1974 pracownik Departamentu Rozwoju Społecznego ONZ w Nowym Jorku
- 1975–1981 prorektor Akademii Ekonomicznej w Poznaniu
- 1989–1996 rektor Akademii Ekonomicznej w Poznaniu
- 1996–1998 kierownik Katedry Jean Monnet’a Studiów Europejskich Akademii Ekonomicznej w Poznaniu
- był także dyrektorem Instytutu Planowania Akademii Ekonomicznej w Poznaniu

## Pełnione funkcje
- Przewodniczący Kapituły Medalu za Zasługi dla Akademii Ekonomicznej
- Członek Komitetu Nauk Ekonomicznych PAN
- Członek Międzynarodowego Stowarzyszenia Groupe de Recherche Européen sur les Milieux Innoveteres – Paris GREMI
- Członek Rady Naukowej Instytutu Rozwoju Regionalnego i Przemian Strukturalnych, Berlin – Erkener
- Przewodniczący Rady Międzynarodowych Targów Poznańskich (od 1966)
- Prezes Towarzystwa Przyjaciół Poznańskiej Fary
- Przewodniczący Rady Społecznej przy Arcybiskupie Metropolicie Poznańskim (2002–2021)
- był członkiem Komitetu Przestrzennego Zagospodarowania Kraju i Komisji Nauk Ekonomicznych PAN
- był członkiem Państwowej Rady Gospodarki Przestrzennej przy CUP
- był członkiem Rady naukowej przy Prezesie GUS w Warszawie
- był prezesem stowarzyszenia Instytut Zachodni

## Tytuły
- 1999 doktor honoris causa Akademii Ekonomicznej w Katowicach

## Wybrane publikacje
Prowadził działalności naukową w obszarach ekonomicznych problemów integracji europejskiej, rozwoju regionalnego, współpracy na pograniczu polsko-niemieckim. Promotor 19 prac doktorskich.
- Polskie Ziemie Zachodnie (1959)
- Niemiecka Republika Demokratyczna (1963, redaktor)
- Postęp techniczny i innowacje przemysłowe w rozwoju regionalnym (1989, redaktor)
- Strategia rozwoju lokalnego na przykładzie gmin pogranicza polsko-niemieckiego (2000, ISBN 83-87152-59-5)
- Kompendium wiedzy o Unii Europejskiej (2005, współautor, ISBN 83-01-14505-6)
- Pogłębianie integracji europejskiej w kontekście poszerzenia wspólnoty (2007, ISBN 978-83-7417-242-4)